# Cycas fugax
Cycas fugax K.D.Hill, T.H.Nguyên & P.K.Lôc, 2004 è una pianta appartenente alla famiglia delle Cycadaceae, endemica del Vietnam.

## Descrizione
È una cicade con fusto sotterraneo, con diametro di 8-12 cm.
Presenta 1-3 foglie pennate disposte all'apice del fusto, lunghe 280-400 cm e rette da un picciolo lungo 150-220 cm, spinescente; ogni foglia è composta da 35-55 paia di foglioline lanceolate, con margine intero e apice acuminato, lunghe mediamente 42-50 cm, di colore verde brillante, inserite sul rachide con un angolo di 65-70°.
È una specie dioica con esemplari maschili che presentano microsporofilli disposti a formare strobili terminali fusiformi di colore giallo-verdastro, lunghi 10-12 cm e larghi 2,5-5 cm ed esemplari femminili con macrosporofilli disposti nella parte sommitale del fusto, con l'aspetto di foglie pennate lunghe 20-24 cm, con margine spinoso, che racchiudono gli ovuli, in numero di 2-4.
I semi sono subglobosi, lunghi 18-22 mm, ricoperti da un tegumento di colore giallastro.

## Distribuzione e habitat
L'areale di questa specie è ristretto alla provincia di Phu Tho, nel Vietnam settentrionale.

## Conservazione
Per la progressiva riduzione del suo habitat, soppiantato da coltivazioni di tè, la IUCN Red List classifica C. fugax come specie in pericolo critico di estinzione (Critically Endangered).

La specie è inserita nella Appendice II della Convention on International Trade of Endangered Species (CITES)